# Perris de la Roca
Perris de la Roca (auch Perris de la Rocha, * 16. Jahrhundert; † 1581) war ein aus Orléans stammender Maler der Spätrenaissance, der im letzten Drittel des 16. Jahrhunderts in Katalonien, vor allem in der Gegend von Girona und Olot wirkte.

## Leben und Werk
Perris de la Roca lebte zwischen 1566 und 1581 in Olot und Girona. Er gehörte zu denjenigen Malern in Katalonien, die wie auch Joan de Borgonya, Pere Mates Kupferstiche und Gemälde von Albrecht Dürer und Martin Schongauer künstlerisch reproduzierten. In diesem Zusammenhang ist das Altarbild der Fronleichnamskapelle der Kathedrale von Girona zu nennen, das um 1562 von Joan Coll geschnitzt, 1566 von Perris de la Roca bemalt und gemalt und schließlich von Nicolau Mates vergoldet wurde. Das Kunstwerk weist eine klassische Struktur auf. In der Mitte findet sich ein großer Tisch, um den das letzte Abendmahl arrangiert ist. Im Hintergrund findet sich klassizistische Architektur. Darüber findet sich auf zwei Tafelbildern links die Afulegung der Dornenkron und rechts der am Kreuz hängende Christus. Im unteren Bildraum sind von links nach rechts die Ergreifung Christi im Ölgarten, die Geiselung. Der obere Teil des Altarbildes wird mit einer geschnitzten Kalvarienbergszene abgeschlossen. Hier wird Christus von der Jungfrau Maria und dem Heiligen Johannes begleitet.
1569 erhielt Perris de la Roca den Auftrag für die Ausmalung des Tafelbildes des Evangelisten Johannes und des Heiligen Sebastian in der Pfarrei Hostalric sowie für Arbeiten am Hauptaltar der Kirche von Olot. Im April 1570 verpflichtete sich der Künstler, ein Altarbild für die Kirche Sant Privat d’en Bas zu malen. Perris de la Roca war in den Comarces Gironès, Garrotxa, Alt Empordà, Selva und Osona künstlerisch aktiv.